# J. Heinrich Dencker
J. Heinrich Dencker (a veces también nombrado de forma incorrecta como Denker, su nombre auténtico era probablemente  Konrad Ludwig Heinrich Dencker, Sulingen, 9 de noviembre de 1860 - 25 de febrero de 1921) fue un industrial alemán, activo en el Comité Científico-Humanitario a finales del siglo XIX y principios del XX. Fue uno de los primeros luchadores por los derechos de los gais, en contra de la perescución por el artículo 175 del código penal alemán. De esta forma, Dencker dio un nombre y una cara al Primer movimiento homosexual en la provincia prusiana de Hánover.

## Vida

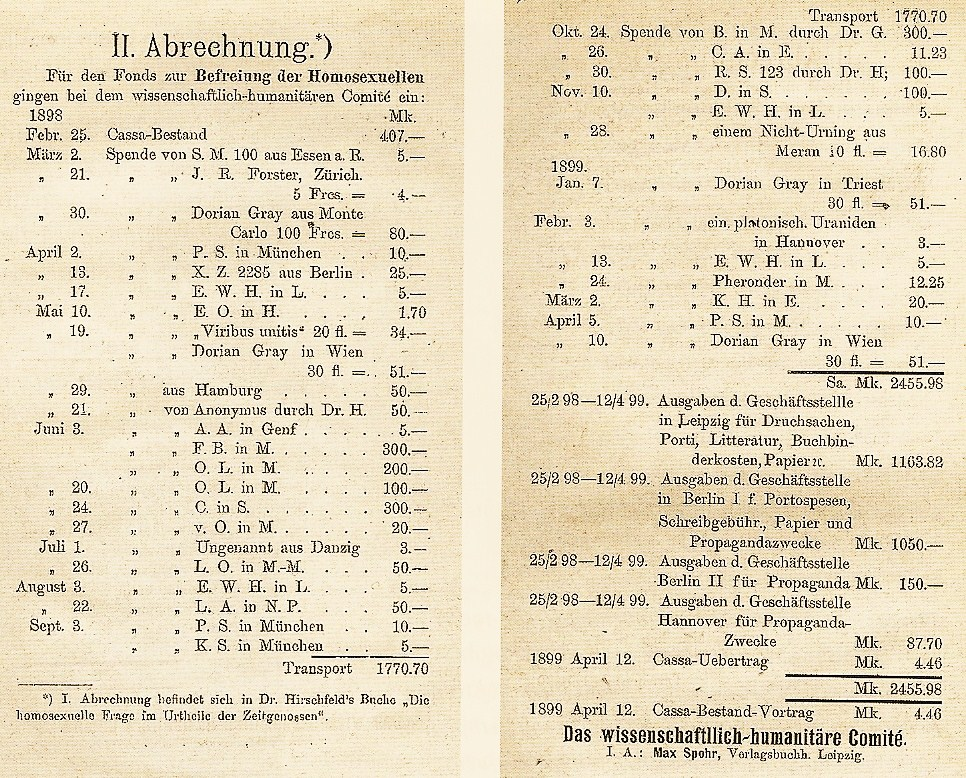
Cuentas del Comité Científico-Humanitario de 1898/1899 «para el fondo por la liberación de los homosexuales», entre ellos, los «gastos de la oficina de Hánover para propaganda»;
en: Jahrbuch für sexuelle Zwischenstufen, 1899, p.282s.

J. Heinrich Dencker procedía de una familia asentada en Sulingen desde hacía más de cuatro siglos, documentada a partir de 1520, y que había dado a numerosos alcaldes y concejales a la ciudad. En 1875 la familia del fabricante de guadañas Dencker incluso financió lo que hoy es la parte antigua del ayuntamiento de Sulingen. Los miembros de la familia también eran fabricantes de tabaco, así como notarios y jefes de correos. Nacido en tiempos del Reino de Hánover, el supuestamente acaudalado industrial J. Heinrich Dencker permaneció soltero hasta su muerte. Según el Jahrbuch für sexuelle Zwischenstufen, ya a comienzos de 1898, un año después de la fundación del Comité Científico-Humanitario (CCH), Dencker dirigía un grupo local de la organización, la oficina de Hánover. Este grupo fue «[...] el primer grupo homosexual documentado en la provincia prusiana de Hánover».
A principios del año 1900, Dencker firmó junto con Magnus Hirschfeld y Ferdinand Karsch un escrito a los miembros del Reichstag «[...] que hasta ahora han tomado una posición de rechazo o indiferente frente a este asunto», pidiendo la derogación del artículo 175 del código penal.
En 1902 Magnus Hirschfeld destacó el «[...] trabajo especialmente tranquilo» de los subcomités del CCH, entre ellos el «de Hánover bajo [la dirección] de J. Heinr. Dencker [...]». Ese mismo año Dencker firmó, entre otros, las cuentas de ingresos y gastos del CCH; también fue el auditor interno de las cuentas y por lo tanto, hasta por menos 1904, el garante de la corrección de las finanzas del CCH.
En 1904 se creó una «comisión de delegados» (Obmännerkommission), una dirección colectiva en la cima del Comité Científico-Humanitario. Este comité, mencionado por primera vez en el informe mensual del CCH el 1 de noviembre de 1904, debía estar formado por siete delegados, a los que, aparte de Hirschfeld, también perteneció Dencker. Este último fue reelegido en diversas ocasiones y posiblemente permaneció en esa función hasta su muerte. En esa función, el industrial promocionó el CCH en diversas ocasiones, con colaboraciones anuales de importancia.
Es de suponer que Dencker estuvo presente el 13 de marzo de 1904 en el Haus der Väter, en la calle Lange Laube 1, en Hánover, cuando Magnus Hirschfeld presentó su conferencia «La cuestión homosexual a la luz de la ciencia». La ponencia tuvo una «gran asistencia de las clases más elevadas». El año anterior, el jefe de policía de Hánover había prohibido una conferencia similar del CCH, debido a los «temidos peligros para la moral de los oyentes».
Debido a que Dencker pertenecía desde 1904 a la dirección del CCH y que dirigía el subcomité de Hánover, es de suponer que conocía personalmente a Eduard Oberg (1858–1917), uno de los fundadores del CCH, que había vivido un tiempo en Hánover, así como al editor Max Spohr (1850–1905). «Posiblemente Dencker también conocía al [...] escritor nacido en Stadthagen, Hanns Fuchs (1881 – después de 1909)», que después de cumplir los 20 años hasta 1910 publicó más de veinte títulos sobre el tema de la homosexualidad y la ciudad de Hánover.
En 1907 el industrial J. Heinrich Dencker dio como su dirección Sulingen, Lindenstraße 8. El edificio era el del antiguo jefe de correos Dencker y existe todavía en la actualidad (abril de 2015), acogiendo desde hace décadas el restaurante  Zum schwarzen Ross.
Con ocasión de la muerte de J. Heinrich Dencker en 1921, el  Jahrbuch für sexuelles Zwischenstufen de 1922 escribió: «Luego conmemoró el director [del CCH] a los fallecidos el año anterior, sobre todo a los delegados de muchos años [...], para lo que la asamblea se levantó de sus sillas en señal de luto.»
A pesar de que la homosexualidad de Dencker no ha podido ser demostrada hasta el momento —en esa época no era habitual reconocer públicamente la homosexualidad— la biografía del activista contra el artículo 175 muestra en uno de los escasos ejemplos que también era posible trabajar en el primer movimiento homosexual del mundo desde el aislamiento de las pequeñas ciudades.